# Широконасінник морквяний
Широконасінник морквяний (Orlaya daucoides) — вид квіткових рослин родини окружкових (Apiaceae).

## Біоморфологічна характеристика
Це однорічна рослина 8–30 см заввишки. Стебла гіллясті, висхідно-прямі, голі. Листки 2-перисторозсічені, кінцеві частки глибоко перисторозсічені з вузькими частками. Парасольки близько 2–3 см у діаметрі, з 2–4 променями; промені голі. Зовнішні пелюстки 5–7 мм. Плоди 10–11 × 4–5 мм, ребра плодів з 1 рядом шипиків..

## Поширення
Середземномор'я (Албанія, Алжир, Болгарія, Кіпр, Франція, Греція, Іран, Ірак, Італія, Сан-Марино, Крим, Ліван-Сирія, Марокко, Палестина, Португалія, Іспанія, Південний Кавказ, Туніс, Туреччина [у т. ч. європейська], Хорватія, Боснія і Герцеговина, Чорногорія, Сербія та Косово, Чорногорія, Македонія).
В Україні вид зростає в бур'янистих місцях, на полях — у Криму (на Тарханкутському та Керченському півостровах), у горах, звичайно.